# Avro Vulcan
Авро «Вулкан» (англ. Avro Vulcan) — британский стратегический бомбардировщик, второй из бомбардировщиков «V-серии». Совершил первый полёт 31 августа 1952 года. Всего выпущено 136 самолётов, включая прототипы.
«Вулкан» состоял на вооружении Королевских ВВС в 1956—1984 годах, став, таким образом, последним британским стратегическим бомбардировщиком. Самолёты этого типа совершили несколько боевых вылетов в ходе Фолклендской войны. Один «Вулкан» (серийный номер XH558) был возвращён в полётопригодное состояние, в 2012 году самолёт совершил показательный полёт на авиасалоне в Фарнборо и неоднократно участвовал в различных авиашоу. Однако после 2015 года выполнение полётов маловероятно, так как двигатели выработали свой ресурс, а продление его невозможно из-за отсутствия запасных частей.

## История

### Разработка
История всех стратегических бомбардировщиков начинается с момента создания ядерного оружия, для которого требовалось средства доставки. В 1947 году в Великобритании было принято решение о создании бомбардировщика, способного нести одну бомбу массой 4,5 тонны на расстояние до 3000 км со скоростью не менее 900 км/ч и практическим потолком до 15000 м.
Зимой 1947 года на фирме «Авро», под руководством главного конструктора Р. Чедвика, начались работы по созданию нового дальнего бомбардировщика для ВВС Великобритании. Специфика требований ВВС Великобритании состояла в том, что создаваемый скоростной бомбардировщик должен был действовать с небольших британских аэродромов. ВВС Великобритании просто не могли себе позволить строить разветвлённую сеть авиабаз.
После войны фирма «Авро» получила большое количество трофейных материалов по аэродинамике больших скоростей и технологий, разработанных немецкими специалистами. Эти материалы активно применялись в создании нового самолёта. Для нового самолёта была выбрана схема бесхвостки с треугольным крылом толстого профиля и относительного малого удлинения большой площади. Вооружение и двигатели были утоплены в корпус.
В мае 1947 года проект нового самолёта был представлен фирмой «Авро» министерству снабжения Великобритании, отвечавшему за создание авиационной техники. В ноябре 1947 года, после длительных дебатов предложения фирмы «Авро» получили окончательное одобрение, что позволило приступить к полномасштабным работам по созданию самолёта. Самолёт получил обозначение «тип 689».
В 1948 году была изготовлена новая модель бомбардировщика, в которой конфигурация планера была пересмотрена: вертикальные кили стали цельноповоротными, воздухозаборники из круглых превратились в овальные и был изменён угол установки крыла. В течение 1948 года был проведён большой объём испытаний в аэродинамических трубах. По результатом испытаний было разработано новое крыло, имевшее больший внутренний объём и более простую конструкцию.
Осенью 1949 года техническое проектирование самолёта «698» было завершено. По сравнению с первоначальным проектом внешний вид самолёта значительно изменился. Вместо двух поворотных килей был установлен один киль классического вида, воздухозаборники были утоплены в передней кромке крыла, возросла масса планера. Постройка первого самолёта началась в апреле 1950 года. Первый полёт состоялся 30 августа 1952 года на аэродроме фирмы «Авро», недалеко от Вудфорта. Королевские ВВС присвоили ему наименование «Вулкан».

### Эксплуатация
Первый самолёт Avro Vulcan поступил в Королевские военно-воздушные силы Великобритании в сентябре 1956 года.
Самолёты «Вулкан» участвовали в бомбардировке Порт-Стэнли во время Фолклендской войны в 1982 году (Операция Black Buck). В результате рейда была повреждена взлётно-посадочная полоса на захваченных аргентинцами островах и уничтожена радарная установка. Эта операция стала первым и последним боевым применением «Вулканов». В 1984 году самолёт был снят с вооружения, однако в составе ВВС остались три экземпляра, до 1993 года выполнявшие демонстрационные полёты на различных публичных мероприятиях. В 1993 году они были проданы в частные руки.
Последний полёт бомбардировщика Avro Vulcan состоялся в октябре 2015 года в рамках маркетинговой кампании спортивного автомобиля Aston Martin Vulcan.

## Конструкция
Авро «Вулкан» построен по схеме бесхвостка с фюзеляжем, интегрированным в крыло, в толстых корневых наплывах которого размещаются двигатели (по 2 с каждой стороны). Компоновка получается очень близкой летающему крылу, отличаясь от неё выделенным фюзеляжем с килем большой площади. При длине самолёта 30,45 м хорда в корневой части крыла составляет около 18 м (60 % всей длины). Основная конструкция планера выполнена из листовых легких сплавов.
Фюзеляж
Фюзеляж круглого сечения с постоянным сечением около 3 м. В носовой части фюзеляжа, перед кабиной экипажа, расположен отсек радиолокационной станции (РЛС). Снизу носовой части установлен входной люк и блистер бомбардировочного оптического прицела. В средней части фюзеляжа расположен бомбовый отсек длиной 8,5 м. В хвостовой части находится отсек РЛС защиты задней части фюзеляжа, антенна которого закрыта радиопрозрачным обтекателем. Внизу хвостовой части, под рулем направления, расположен контейнер тормозного парашюта.
Кабина экипажа герметизированная. Экипаж самолета состоит из пяти человек — два летчика, штурман-бомбардир, штурман и офицер радио-электронного подавления (РЭП). Пилоты самолета располагаются на катапультируемых креслах. Перед катапультированием фонарь кабины отстреливается. Остальные члены экипажа, в случае аварийной ситуации, покидают самолет через входной люк.
Крыло
Крыло двухлонжеронное треугольное в плане. Крыло самолета имеет увеличенный размах и стреловидность по задней кромке. В местах наплывов носовая часть крыла имеет острую переднюю кромку и отклонена вниз. Для доступа к двигателям в нижней части крыла имеются съёмные панели. Лонжероны установлены параллельно передней кромке корневой части крыла. На заднем лонжероне расположены оси шарниров поверхностей управления. Нервюры перпендикулярны заднему лонжерону.
Воздушные тормоза — восемь панелей прямоугольного типа, установлены попарно в верхней и нижней частях крыла на двух выдвижных кронштейнах. Положение панелей по высоте и угол их установки могут изменяться. Максимальный угол отклонения воздушных тормозов — 90 градусов. Эффективность воздушных тормозов довольно высока: при полном выпуске тормозов сопротивление самолета возрастает в 2,5 раза.
Элероны установлены в концевых частях крыла. Между элеронами и центропланом расположены рули высоты.. Элероны и рули высоты состоят из двух секций с раздельным управлением каждой секцией. Площадь рулей высоты 20 м², площадь элеронов 10 м². На верхней поверхности крыла перед линией возможного отрыва пограничного слоя установлено 36 турбулизаторов потока.
Шасси
Шасси трехопорное. Основные стойки шасси имеют жидкостную амортизацию и оснащены восьмиколесными тележками. Все 16 колес снабжены автоматами торможения. Передняя стойка шасси имеет двухколесную управляемую тележку.
Вертикальное оперение
Киль стреловидный, в плане имеет трапецеидальную форму.
Силовая установка
Четыре турбореактивных двигателя (ТРД) Бристоль «Олимп» 102 (4×5450 кгс) или «Олимп» 104 (4×5900 кгс). Каждый из двух двигателей имел общий воздухозаборник, который на некотором расстоянии от передней кромки был разделен перегородкой. Между воздухозаборником и фюзеляжем имеется система отвода пограничного слоя. Топливные баки размещены в крыле и фюзеляже.
Вооружение
Бомбовая нагрузка массой до 9500 кг (нормальная 4500 кг), включающая до 21 свободнопадающей бомбы калибром 450 кг. Одна управляемая ракета (УР) «Блю Стил» полуутопленная под фюзеляжем.

###### Общесамолетные системы
Система управления - бустерная. В канале рыскания - управление рулем направления - установлен демпфер.
Противообледенительная система  - тепловая.

###### Целевое оборудование
- панорамная бомбардировочная радиолокационная станция
- оптический прицел
- бортовой вычислитель
- доплеровская навигационная радиолокационная станция
- блок радиоопознавания "свой-чужой"
- оборудование для посадки по приборам
- радиостанция УКВ-диапазона
- радиостанция КВ-диапазона
- станция радиолокационной разведки
- станция оповещения об облучении РЛС противника
- перехватчики активных помех
- устройство пассивных помех[8]

## Тактико-технические характеристики
Приведены характеристики варианта B.Mk.1.

### Технические характеристики
- Экипаж: 5 человек
- Длина: 29,61 м
- Размах крыла: 30,18 м
- Высота: 7,93 м
- Площадь крыла: 340,0 м²
- Масса нормальная взлётная: 86 000 кг
- Масса максимальная взлётная: 91 000 кг
- Двигатели: 4× турбореактивных Бристоль «Олимп» 102 (4×5450 кгс) или «Олимп» 104 (4×5900 кгс)

### Лётные характеристики
- Максимальная скорость: 1039 км км/ч (M=0,96)
- Крейсерская скорость: 913 км/ч / M=0,86 на высоте 45 000 футов (14 000 м)
- Боевой радиус: 4200 км
- Максимальная дальность: 9000 км
- Практический потолок: 17000 м

### Вооружение
- 1 × «Голубой Дунай» — атомная бомба
- 1 × Violet Club — атомная бомба (400 kT)
- 1 × Mark 5 — атомная бомба производства США
- 1 × Yellow Sun Mk.1 атомная бомба (400 kT)
- 1 × Yellow Sun Mk 2 термоядерная бомба (1,1 MT)
- 1 × Red Beard — атомная бомба
- 1 × крылатая ракета с ядерной ГЧ «Блю Стил»
- Обычные бомбы свободного падения: до 21 бомбы калибром 1000 фунтов (454 кг)

### Сравнительные характеристики различных модификаций
|                                  | B.1                                          | B.1A                                         | B.2                                               | B.2A (B.2BS)                                                   | B.2 (MRR) или (K)                         |
| -------------------------------- | -------------------------------------------- | -------------------------------------------- | ------------------------------------------------- | -------------------------------------------------------------- | ----------------------------------------- |
| Размах крыла                     | 30,2 м                                       | 30,2 м                                       | 33,8 м                                            | 33,8 м                                                         | 33,8 м                                    |
| Длина                            | 28,4 м                                       | 30,5 м                                       | 32,2 м                                            | 30,5 м                                                         | 30,5 м                                    |
| Высота                           | 8,1 м                                        | 8,1 м                                        | 8,3 м                                             | 8,3 м                                                          | 8,3 м                                     |
| Площадь крыла                    | 330,2 м²                                     | 330,2 м²                                     | 368,3 м²                                          | 368,3 м²                                                       | 368,3 м²                                  |
| Максимальная взлётная масса      | 86 000 кг                                    | 86 000 кг                                    | 93 000 кг                                         | 93 000 кг                                                      | 93 000 кг                                 |
| Крейсерская скорость             | М = 0,86                                     | М = 0,86                                     | М = 0,86                                          | М = 0,86                                                       | М = 0,86                                  |
| Максимальная скорость            | М = 0,93                                     | М = 0,93                                     | М = 0,92                                          | М = 0,92                                                       | М = 0,92                                  |
| Практическая дальность           | 6293 км                                      | 6293 км                                      | 7402 км                                           | 7402 км                                                        | 7402 км                                   |
| Практический потолок             | 17 000 м                                     | 17 000 м                                     | 18 000 м                                          | 18 000 м                                                       | 18 000 м                                  |
| Двигатели                        | 4x Bristol Siddeley Olympus 101, 102 или 104 | 4x Bristol Siddeley Olympus 101, 102 или 104 | 4× Bristol Siddeley Olympus 201, 202, 203 или 301 | 4× Bristol Siddeley Olympus 201, 202, 203                      | 4× Bristol Siddeley Olympus 201, 202, 203 |
| Запас топлива (Avtur/Mains only) | 42051 л                                      | 42051 л                                      | 42097 л                                           | 42097 л                                                        | 42097 л                                   |
| Вооружение                       | термоядерная бомба или 21×453,6 кг бомб      | термоядерная бомба или 21×453,6 кг бомб      | термоядерная бомба или 21×453,6 кг бомб           | 1 ракета Blue Steel с ядерной боеголовкой или 21×453,6 кг бомб | нет                                       |